# Konrad Niedźwiedzki
Konrad Łukasz Niedźwiedzki (Varsovia, 2 de enero de 1985) es un deportista polaco que compitió en patinaje de velocidad sobre hielo. 
Participó en cuatro Juegos Olímpicos de Invierno, entre los años 2006 y 2018, obteniendo una medalla de bronce en Sochi 2014, en la prueba de persecución por equipos (junto con Zbigniew Bródka y Jan Szymański). Ganó una medalla de bronce en el Campeonato Mundial de Patinaje de Velocidad sobre Hielo en Distancia Individual de 2013.

## Palmarés internacional
| Juegos Olímpicos                           | Juegos Olímpicos | Juegos Olímpicos  | Juegos Olímpicos        |
| Año                                        | Lugar            | Medalla           | Prueba                  |
| ------------------------------------------ | ---------------- | ----------------- | ----------------------- |
| 2014                                       | Sochi (Rusia)    | Medalla de bronce | Persecución por equipos |
| Campeonato Mundial en Distancia Individual |                  |                   |                         |
| Año                                        | Lugar            | Medalla           | Prueba                  |
| 2013                                       | Sochi (Rusia)    | Medalla de bronce | Persecución por equipos |